# George Dixon
El capitán George Dixon (Kirkoswald, 1748 - Bermudas, 11 de noviembre de 1795) fue un oficial naval, explorador y comerciante marítimo de pieles inglés, recordado por haber participado en el tercero de los viajes del capitán James Cook y por haber realizado después una de las primeras expediciones de reconocimiento de la costa Noroeste del Pacífico de América del Norte.

## Biografía
George Dixon «nació en Leath Ward, natural de Kirkoswald», hijo de Thomas Dixon, y fue bautizado en Kirkoswald el 8 de julio de 1748. Poco se sabe de su vida con anterioridad a su entrada en la Royal Navy, a la que se unió como armero el 16 de abril de 1776, incorporándose a la nave HMS Discovery el mismo día. En julio se embarcó para el Pacífico a las órdenes del capitán Charles Clerke, bajo el mando de capitán James Cook, que comandaba nuevamente el HMS Resolution y que partía en el tercero de sus viajes de exploración. Como armero, Dixon era un experto mecánico, con la calificación de suboficial de primera clase, cuya labor era ayudar al artillero en el mantenimiento de las armas de la nave en orden. El HMS Discovery estuvo en el King George’s Sound (Nootka Sound, actual Columbia Británica) en marzo y abril de 1778 y tocó tierra en otros lugares a lo largo de la costa Noroeste de América del Norte, antes de regresar a Inglaterra en 1780 tras el fallecimiento de Cook. Acabada la expedición, Dixon se convirtió en capitán de la Royal Navy, aunque la historia no ha sido generosa con él: es el menos conocido de los que sirvieron y/o fueron enseñados por el capitán Cook y sólo rara vez se le menciona en los libros de historia y, cuando lo es, es relegado como una figura menor ensombrecida por Cook y William Bligh, otro oficial del funesto tercer viaje de Cook.
En ese viaje con Cook, Dixon conoció de primera mano las posibilidades comerciales a lo largo de la costa Noroeste de Norteamérica y despertó en Dixon gran interés en los descubrimientos. En 1782, George Dixon fue contratado por William Bolts. El diario Wiener Zeitung de 29 de junio de 1782 informaba desde Fiume que «en los primeros días de este mes, Mr. von Bolts, director de la Triestine East India Company, junto con el capitán inglés, Mr. Digson, llegó a ésta ciudad». George Dixon escribió en la introducción de su relato del viaje que hizo para la Etches Company a la costa Noroeste en 1785-88:

Ya en 1781, William Bolts, Esq; equipó la Cobenzell, un barco armado de 700 toneladas, para la costa Noroeste de América. Iba a haber navegado desde Trieste (acompañada de un tender de cuarenta y cinco toneladas) bajo los colores Imperiales, y estaba igualmente preparada para el comercio o el descubrimiento: se embarcaron hombres eminentes en todos los campos de la ciencia; se escribió a todas las cortes marítimos de Europa con el fin de asegurar la buena recepción de los barcos en sus respectivos puertos y se recibieron las respuestas favorables; y, sin embargo, después de todo, esta expedición, tan sumamente prometedora desde todos los puntos de vista, fue superada por un conjunto de hombres interesados, entonces en el poder en Viena.
So early as 1781, William Bolts, Esq; fitted out the Cobenzell, an armed ship of 700 tons, for the North-West Coast of America. She was to have sailed from Trieste (accompanied by a tender of forty-five tons) under Imperial colours, and was equally fitted out for trade or discovery: men of eminence in every department of science were engaged on board; all the maritime Courts of Europe were written to, in order to secure a good reception for these vessels, at their respective ports, and favourable answers were returned; yet, after all, this expedition, so exceedingly promising in every point of view, was overcome by a set of interested men, then in power in Vienna.

La Sociedad Triestina envió el Cobenzell en septiembre de 1783 en un viaje comercial a la costa de Malabar y China a través del cabo de Buena Esperanza. Después de salir de Trieste, se dirigió a Marsella, donde embarcó la parte principal de la carga y partió en diciembre. Al parecer, Bolts todavía deseaba llevar a cabo su empresa en la costa Noroeste en ese viaje y preguntó a Dixon sobre si participaría. Sin embargo, Dixon regresó a Inglaterra, y en agosto de 1784 escribió a sir Joseph Banks, el entonces influyente presidente de la Royal Society de Londres, para sugerirle el montaje de una expedición por tierra, con él mismo como «astrónomo», para cruzar América del Norte a través de Quebec y la región de los Grandes Lagos. Nada salió de esta empresa, pero si logró contactar con varios comerciantes ingleses interesados en el comercio de pieles en la costa Noroeste. Esto dio lugar a la formación del consorcio Etches, del que Dixon se convirtió en miembro con su nombramiento como capitán del mercante Queen Charlotte. El parecido entre el plan del consorcio y el que había elaborado Bolts, que al parecer les habría comunicado Dixon, es notable.
En 1785, Dixon se convirtió en socio de Richard Cadman Etches and Company, comúnmente llamada King George's Sound Company, para desarrollar el comercio de pieles en la actual costa de la Columbia Británica y de Alaska.

## La expedición a la costa Noroeste del Pacífico

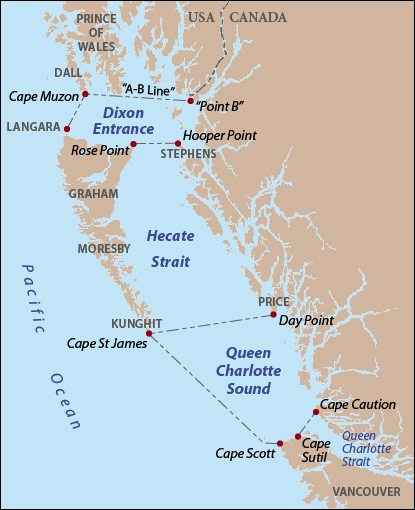
Vista del tramo de la costa del Pacífico de América del Norte que exploró en detalle Dixon, con alguno de los accidentes nombrados por la expedición: la entrada Dixon, el Queen Charlotte Sound y las islas Queen Charlotte

El 29 de agosto de 1785 Dixon y Nathaniel Portlock (1748-1817), que había participado también con él en el tercer viaje de Cook, zarparon de Londres. Portlock estaba al mando de la expedición y de la nave mayor, la King George, de 320 toneladas, con una tripulación de 59 hombres. Dixon comandaba la Queen Charlotte, de 200 toneladas, con 33 hombres. Dixon y Portlock ya estaban en el Cook Inlet, en las costas alaskeñas, el 19 de julio del siguiente año, donde encontraron comerciantes rusos.
Aquí comerciaron con los indios antes de partir para pasar el invierno en las islas Sandwich (hoy Hawái), donde anclaron en la bahía de Kealakekua, donde Cook había sido asesinado en 1779, pero no desembarcaron. Dixon, en ese invierno, se convirtió en el primer europeo en visitar la isla de Molokaʻi.
En la primavera de 1787 se embarcaron nuevamente hacia las costas alaskeñas, llegando al Prince William Sound, donde se encontraron con otro comerciante británico, John Meares, cuyo barco había quedado atrapado por el hielo y habían tenido que pasar el invierno allí. La tripulación de Meares estaba en muy mal estado, tanto por el escorbuto, como él decía, o por la «ingesta incontrolada de bebidas espirituosas» (uncontrolled application to spirituous liquors), como Beresford posteriormente le acusó. Dixon y Portlock le prestaron ayuda, pero le exigieron, ya que estaba comerciando ilegalmente dentro de los límites del monopolio de la Compañía de los Mares del Sur (South Sea Company), una obligación (bond) para no comerciar en la costa.
En el Prince William Sound, Dixon se separó según lo previsto de Portlock y navegó hacia el sur para comerciar. Se encontró con un gran archipiélago, al que llamó las islas Queen Charlotte (hoy parte de la Columbia Británica). Aunque en 1789 el capitán estadounidense Robert Gray, de la balandra Lady Washington, ya había bautizado esas islas según el nombre de su propio barco, la posterior posesión británica de esa costa permitió que prosperase la denominación de Dixon. Dixon navegó a lo largo de las costas occidentales de las islas del archipiélago, nombrando el cabo de St James, su extremo meridional, y luego remontó en dirección norte por sus costas orientales hasta llegar a Skidegate, una comunidad haida localizada en la isla Graham. En ese viaje compró gran número de pieles de nutria marina a los nativos haida, comerciando al mismo tiempo con el pueblo del jefe Koyah. Dixon llegó al Nootka Sound a mediados de agosto, sólo para descubrir que había sido precedido por otros dos capitanes británicos, James Colnett y Charles Duncan, que había obtenido la mayoría de las pieles. Ya que Portlock no se presentó en Nootka, Dixon se dirigió nuevamente a las islas Sandwich y luego hacia China, donde se reunió con Portlock y vendieron sus pieles. Luego regresaron a Inglaterra, donde llegaron en agosto de 1788, con un cargamento de té de la East India Company.
Las principales áreas de exploración de Dixon en la costa norteamericana fueron las islas Queen Charlotte, el Queen Charlotte Sound, la bahía Yakutat (Puerto Mulgrave), el Sitka Sound (la bahía de Norfolk) y la entrada Dixon. Aunque no fue el primer europeo en explorar la región de las islas Queen Charlotte, sí que fue el primero en darse cuenta de que eran islas y que no formaban parte del continente.

## Años siguientes
Portlock y Dixon publicaron al año siguiente, en 1789, A Voyage Round the World, but More Particularly to the North-West Coast of America [Un viaje alrededor del mundo, pero más particularmente a la costa Noroeste de América]. El libro era una colección de cartas descriptivas de William Beresford, su oficial de carga, y tenía varias cartas marinas valiosas y apéndices realizados por el mismo Dixon. 
Hubo una controversia entre Dixon y John Meares, que había publicado un libro en el que reclamaba el crédito por descubrimientos que Dixon pensaba que habían sido hechos por otros. Esta controversia dio lugar a tres panfletos de Dixon y Meares denunciándose entre ellos. En retrospectiva, la historia parece apoyar la opinión de Dixon de que Meares fue deshonesto.
En 1789 Dixon también se reunió con Alexander Dalrymple, el Examinador de Diarios marinos de la Compañía de las Indias del Este e influyente defensor de la exploración marítima, y con el Subsecretario del Interior y Oficina Colonial, Evan Nepean. Dixon instó a Nepean sobre la necesidad de asumir el plan de Dalrymple de un asentamiento en la costa Noroeste para evitar que rusos, americanos o españoles se estableciesen allí. Dixon tenía miedo de que si no se hacía nada esa costa y su comercio se perderían para Gran Bretaña. El 20 de octubre de 1789 escribió a Sir Joseph Banks en relación con la expedición de descubrimiento en los mares del sur que se estaba preparando bajo el mando de su antiguo excompañero en el HMS Discovery, Henry Roberts y de George Vancouver. Le ofreció sugerencias sobre el tipo de buques que serían adecuados y le propuso las islas Queen Charlotte como el mejor lugar para formar un asentamiento en la costa Noroeste.
Hubo un George Dixon que enseñó navegación en Gosport, Inglaterra y que escribió un tratado titulado The Navigator's Assistant en 1791. No se sabe a ciencia cierta si es o no el mismo George Dixon de este artículo.
Dixon llegó a las Bermudas con su esposa, Ann, vía Nueva York en febrero de 1794. Su intención era volver a su formación original y trabajar como orfebre/joyero. Esto se ve confirmado por un anuncio en The Bermuda Gazette en abril de 1794 anunciando sus intenciones: «George Dixon, joyero de Londres». The Bermuda Gazette pronto informó de que la esposa de Dixon, Ann, llegada «últimamente desde Inglaterra», murió en el parto en mayo de 1794: fue enterrada en St George, Bermudas, el 20 de mayo de 1794. Dixon se quedó con su única hija, Marianna. Él mismo murió poco tiempo después, el 11 de noviembre de 1795, como confirma un anuncio en el Cumberland Pacquet en febrero de 1796: «[murió] el 11 de noviembre en las Bermudas, el capitán Dixon, el circunnavegante, natural de Kirkoswald en este municipio». La huérfana Marianna Dixon se casó con un comerciante de las Bermudas, Charles Bryan Hayward, en 1814.

## Reconocimientos
Varios accidentes de la costa Noroeste del Pacífico llevan su nombre, en especial la Entrada Dixon. También hay bastantes que fueron nombrados en reconocimiento a varios miembros de la expedición y de sus embarcaciones, tanto el Queen Charlotte —islas Queen Charlotte y Queen Charlotte Sound — como el King George —King George’s Sound.
El barco de Dixon, el Queen Charlotte, a su vez, había sido bautizado en reconocimiento a Carlota de Mecklemburgo-Strelitz, esposa del rey George III, que se convertirá en la abuela de la reina Victoria de Inglaterra.